# Frederico Barrigana
Frederico Barrigana (Alcochete, 28 aprile 1922 – Águeda, 30 settembre 2007) è stato un calciatore portoghese, di ruolo portiere.

## Carriera

### Nazionale
Ha collezionato dodici presenze con la propria Nazionale.

## Statistiche

### Cronologia presenze e reti in Nazionale
| Cronologia completa delle presenze e delle reti in nazionale ― Portogallo | Cronologia completa delle presenze e delle reti in nazionale ― Portogallo | Cronologia completa delle presenze e delle reti in nazionale ― Portogallo | Cronologia completa delle presenze e delle reti in nazionale ― Portogallo | Cronologia completa delle presenze e delle reti in nazionale ― Portogallo | Cronologia completa delle presenze e delle reti in nazionale ― Portogallo | Cronologia completa delle presenze e delle reti in nazionale ― Portogallo | Cronologia completa delle presenze e delle reti in nazionale ― Portogallo |
| Data                                                                      | Città                                                                     | In casa                                                                   | Risultato                                                                 | Ospiti                                                                    | Competizione                                                              | Reti                                                                      | Note                                                                      |
| ------------------------------------------------------------------------- | ------------------------------------------------------------------------- | ------------------------------------------------------------------------- | ------------------------------------------------------------------------- | ------------------------------------------------------------------------- | ------------------------------------------------------------------------- | ------------------------------------------------------------------------- | ------------------------------------------------------------------------- |
| 21-3-1948                                                                 | Madrid                                                                    | Spagna                                                                    | 2 – 0                                                                     | Portogallo                                                                | Amichevole                                                                | -1                                                                        |                                                                           |
| 23-5-1948                                                                 | Oeiras                                                                    | Portogallo                                                                | 2 – 0                                                                     | Irlanda                                                                   | Amichevole                                                                | -                                                                         |                                                                           |
| 27-2-1949                                                                 | Genova                                                                    | Italia                                                                    | 4 – 1                                                                     | Portogallo                                                                | Amichevole                                                                | -4                                                                        |                                                                           |
| 20-3-1949                                                                 | Oeiras                                                                    | Portogallo                                                                | 1 – 1                                                                     | Spagna                                                                    | Amichevole                                                                | -1                                                                        |                                                                           |
| 15-5-1949                                                                 | Oeiras                                                                    | Portogallo                                                                | 3 – 2                                                                     | Galles                                                                    | Amichevole                                                                | -2                                                                        |                                                                           |
| 22-5-1949                                                                 | Dublino                                                                   | Irlanda                                                                   | 1 – 0                                                                     | Portogallo                                                                | Amichevole                                                                | -1                                                                        |                                                                           |
| 2-4-1950                                                                  | Madrid                                                                    | Spagna                                                                    | 5 – 1                                                                     | Portogallo                                                                | Qual. Mondiali 1950                                                       | -5                                                                        |                                                                           |
| 20-4-1952                                                                 | Colombes                                                                  | Francia                                                                   | 3 – 0                                                                     | Portogallo                                                                | Amichevole                                                                | -3                                                                        |                                                                           |
| 23-11-1952                                                                | Porto                                                                     | Portogallo                                                                | 1 – 1                                                                     | Austria                                                                   | Amichevole                                                                | -1                                                                        |                                                                           |
| 14-12-1952                                                                | Oeiras                                                                    | Portogallo                                                                | 1 – 3                                                                     | Argentina                                                                 | Amichevole                                                                | -3                                                                        |                                                                           |
| 27-9-1953                                                                 | Vienna                                                                    | Austria                                                                   | 9 – 1                                                                     | Portogallo                                                                | Qual. Mondiali 1954                                                       | -9                                                                        |                                                                           |
| 19-12-1954                                                                | Oeiras                                                                    | Portogallo                                                                | 0 – 3                                                                     | Germania Ovest                                                            | Amichevole                                                                | ?                                                                         |                                                                           |
| Totale                                                                    |                                                                           | Presenze                                                                  | 12                                                                        |                                                                           | Reti                                                                      | -30+                                                                      |                                                                           |